# Josef Radoch
Josef Radoch (* 26. února 1956) je bývalý český hokejový útočník.

## Hokejová kariéra
V československé lize hrál za CHZ Litvínov. Odehrál 2 ligové sezóny, nastoupil ve 27 ligových utkáních. V nižších soutěžích hrál za VTŽ Chomutov, TJ Stadion Liberec, Duklu Trenčín a VTJ Litoměřice. Reprezentoval Československo na mistrovství Evropy juniorů do 19 let v roce 1975, s týmem získal stříbrnou medaili za 2. místo.

## Klubové statistiky
| Sezona    | Klub               | Soutěž  | Základní část | Základní část | Základní část | Základní část | Základní část |
| Sezona    | Klub               | Soutěž  | Z             | G             | A             | B             | TM            |
| --------- | ------------------ | ------- | ------------- | ------------- | ------------- | ------------- | ------------- |
| 1974/1975 | CHZ Litvínov       | 1. liga | 17            | 0             | 0             | 0             | -             |
| 1975/1976 | Dukla Trenčín      | 2. liga | -             | 2             | -             | -             | -             |
| 1976/1977 | VTJ Litoměřice     | 2. liga | -             | -             | -             | -             | -             |
| 1977/1978 | CHZ Litvínov       | 1. liga | 10            | 0             | 0             | 0             | 2             |
| 1978/1979 | TJ Stadion Liberec | 2. liga | -             | -             | -             | -             | -             |
| 1979/1980 | TJ Stadion Liberec | 2. liga | -             | 6             | -             | -             | -             |
| 1980/1981 | VTŽ Chomutov       | 2. liga | -             | 2             | -             | -             | -             |
| 1981/1982 | VTŽ Chomutov       | 2. liga | -             | 7             | -             | -             | -             |
| 1982/1983 | VTŽ Chomutov       | 2. liga | -             | 10            | -             | -             | -             |
| 1983/1984 | VTŽ Chomutov       | 2. liga | -             | 5             | -             | -             | -             |
| 1984/1985 | VTŽ Chomutov       | 3. liga | -             | 3             | -             | -             | -             |
| 1985/1986 | VTŽ Chomutov       | 3. liga | -             | 1             | -             | -             | -             |